# Cónsul mayor
Un cónsul mayor (cònsol major, en catalán) es el principal cargo público que se encuentra al frente de los comunes de Andorra. Este puesto equivale al de alcalde en el resto de países. Los cónsules mayores reciben el título de Honorable Señor.
Es elegido en las elecciones municipales cada cuatro años.
En Andorra, la particularidad es que cada parroquia tiene dos cónsules: el cónsul mayor, equivalente al cargo de alcalde, y el cónsul menor, equivalente por ejemplo al cargo de teniente de alcalde en Francia.